# Bezirk Leipzig
Het district Leipzig was een van de 14 Bezirke (districten) van de Duitse Democratische Republiek (DDR). Het district Leipzig kwam tot stand bij de wet van 23 juli 1952 na de afschaffing van de deelstaten.
Na de hereniging met de Bondsrepubliek in 1990 werd het district Leipzig opgeheven en ging het op in de deelstaat Saksen. Altenburg en Schmölln kwamen weer bij de deelstaat Thüringen.
Bezirke: Cottbus · Dresden · Erfurt · Frankfurt · Gera · Halle · Karl-Marx-Stadt · Leipzig · Magdeburg · Neubrandenburg · Potsdam · Rostock · Schwerin · Suhl

Overig gebied: Oost-Berlijn